# Huwelijksfotografie

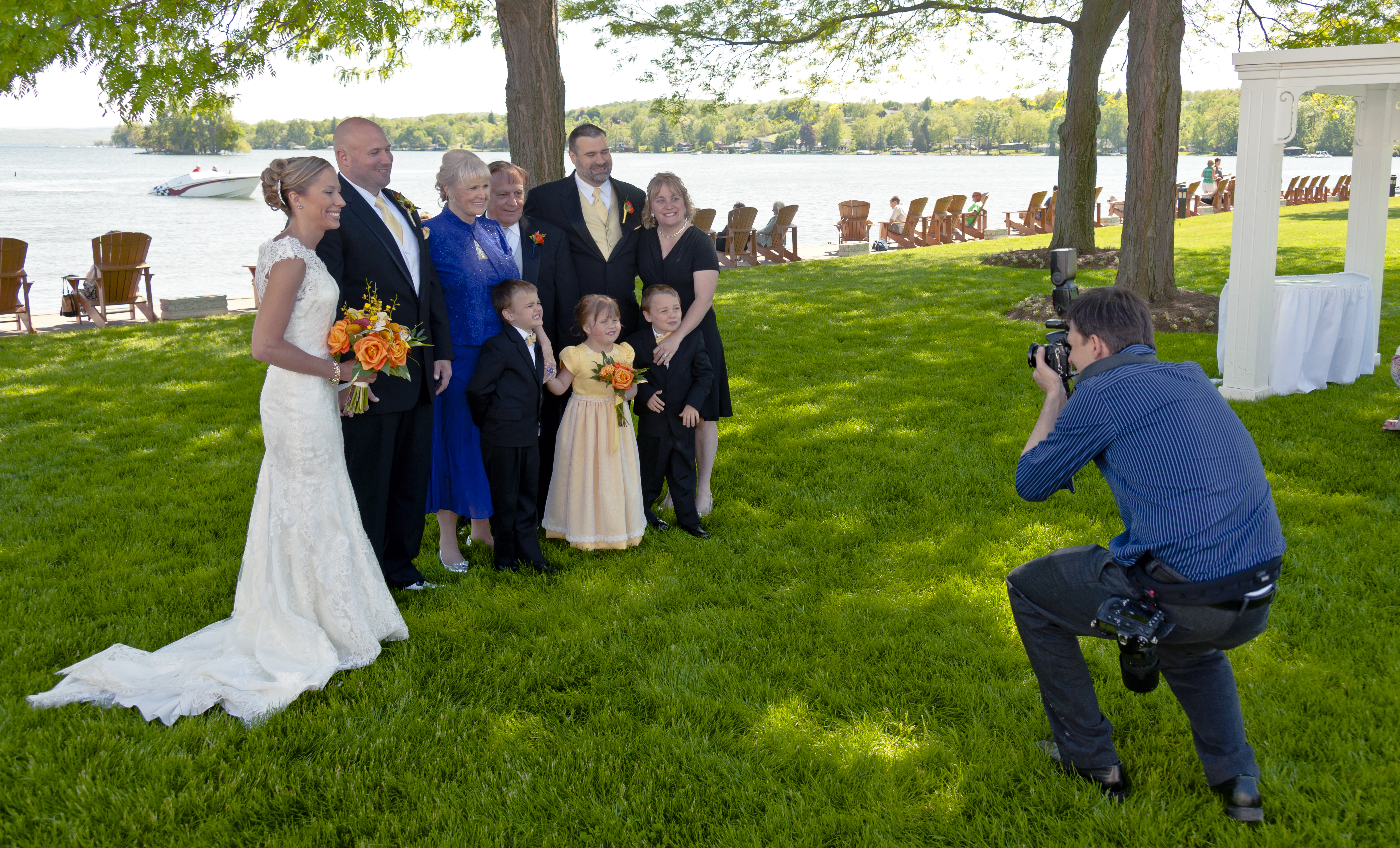
Een huwelijksfotograaf maakt een foto van het echtpaar en familie.

Huwelijksfotografie is de fotografie van activiteiten met betrekking tot een bruiloft.
Het omvat foto's van het paar vóór het huwelijk, de voorbereiding op en tijdens de bruiloft, de receptie, de maaltijd en het avondfeest. Het is een belangrijke tak van commerciële fotografie.

## Geschiedenis
Net als de techniek van fotografie zelf, is de praktijk van bruidsfotografie geëvolueerd en gegroeid sinds de uitvinding van de fotografische kunstvorm in 1826 door Joseph Nicéphore Niépce. In de begindagen van de fotografie huurden de meeste echtparen met meer bescheiden middelen geen fotograaf in om het eigenlijke huwelijk zelf vast te leggen. Tot de late helft van de 19e eeuw poseerden de meeste mensen niet voor formele trouwfoto's tijdens de bruiloft. In plaats daarvan poseerden ze voor een formele foto in hun beste kleding voor of na een bruiloft. In de late jaren 1860 begonnen meer paren te poseren in hun bruidskleren en soms huurde men een fotograaf in om naar de trouwlocatie te komen.
Voor het grootste deel van de late 19e eeuw was een trouwreportage grotendeels een studio-praktijk, dit vanwege de grotere apparatuur en de nodige grote lampen. In de loop van de tijd verbeterde de technologie maar veel stellen poseerden nog steeds voor enkel één huwelijksportret. Huwelijksalbums begonnen steeds gewoner te worden tegen de jaren 1880 en de fotograaf nam soms het huwelijksfeest op in de foto's. Vaak werden de huwelijksgeschenken uitgestald en ook op de foto vastgelegd.
Aan het begin van de 20e eeuw kwam kleurfotografie beschikbaar, maar deze was nog steeds onbetrouwbaar en duur, dus de meeste bruidsfotografie werd nog steeds in zwart-wit uitgevoerd. Het concept van het vastleggen van het huwelijksevenement zelf is ontstaan na de Tweede Wereldoorlog. Met behulp van filmroltechnologie en verbeterde verlichtingstechnieken die beschikbaar waren door de uitvinding van de compacte flitslamp, kwamen fotografen vaak op een bruiloft en probeerden ze de foto's later te verkopen. Ondanks dat deze foto's vaak van lage kwaliteit waren, dwongen deze fotografen de studiofotografen om op locatie te gaan werken.
Aanvankelijk brachten professionele studiofotografen veel grote apparatuur mee, waardoor ze minder mogelijkheden hadden om het hele evenement vast te leggen. In de jaren zeventig begon de meer moderne benadering van het vastleggen van het hele bruiloftsevenement te evolueren naar de praktijk zoals we die vandaag kennen, de "journalistieke reportage" stijl van fotografie.

## Technologie
Tijdens het filmtijdperk waren fotografen voorstander van camera's met kleurennegatieven en middelgrote camera's, vooral van Hasselblad. Anno 2019 worden bijna alle bruiloften gefotografeerd met digitale spiegelreflexcamera's, omdat het digitale gemak snelle detectie van lichtfouten biedt en het mogelijk maakt dat foto's direct kunnen worden beoordeeld. Een nieuwe trend is het gebruik van systeemcamera's.
Ondanks deze trend blijven sommige fotografen fotograferen met film omdat ze de voorkeur geven aan de esthetiek van de film, anderen zijn van mening dat negatieve film meer informatie vastlegt dan digitale technologie.
De introductie van de spiegelloze systeemcamera's, zoals de Fuji XT-2 en de Sony A7-serie in 2015/2016, is een game-changer voor de huwelijksfotograaf.
De technologie is geëvolueerd met behulp van externe triggers en flitssynchronisatie. Trouwfotografen kunnen nu licht reizen en behouden toch de mogelijkheid om creatieve verlichting te gebruiken.